# Dhabanagunda, Channapatna
Dhabanagunda là một làng thuộc tehsil Channapatna, huyện Ramanagara, bang Karnataka, Ấn Độ.